# David Lau

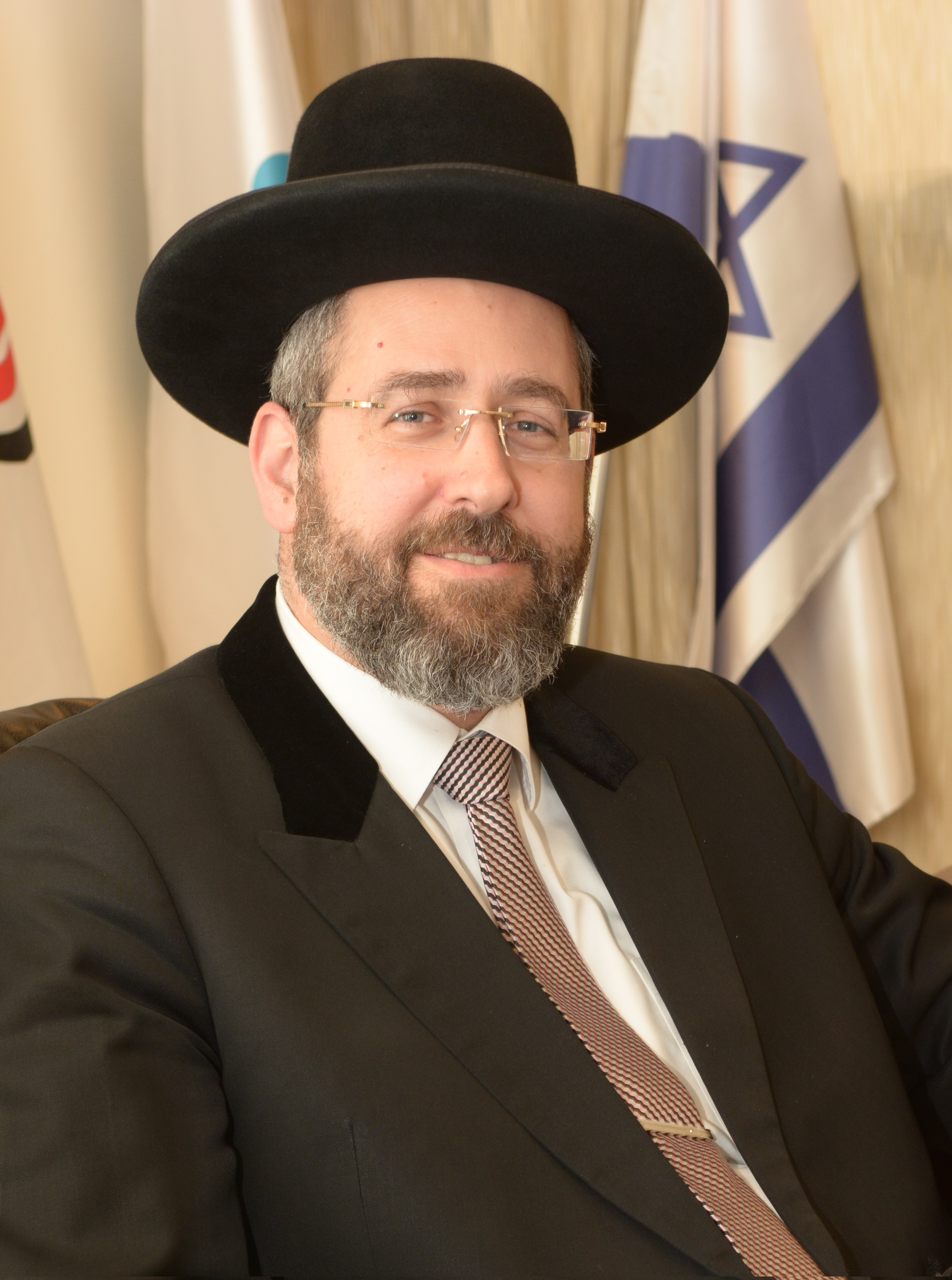
David Lau (2013)

David Baruch Lau (hebräisch דוד ברוך לאו, * 13. Januar 1966 in Tel Aviv) ist ein israelischer Rabbiner. Vom 14. August 2013 bis Anfang Juli 2024 war er (in der Nachfolge von Jona Metzger) aschkenasischer Oberrabbiner Israels.
Sein Vater Israel Meir Lau war von 1993 bis 2003 ebenfalls Oberrabbiner Israels. Sein sephardisches Pendant war Jitzchak Josef.